# Steinreihen von Battle Moss
Die Steinreihen von Battle Moss (englisch Battle Moss Stone Rows oder Loch Of Yarrows) liegen am Ostufer des Loch of Yarrows, bei Ulbster in Caithness in Schottland. Die Steinreihen befinden sich etwa 7 km nördlich des berühmtesten dieser Denkmäler, des Hill o’ Many Stanes. Dies ist eines von 23 Denkmälern dieser Art in Schottland, die für Caithness und Sutherland typisch sind.
Die Steinreihen von Battle Moss bestehen aus acht etwa parallelen Reihen von nicht mehr als 50 cm hohen Steinen und bestanden ursprünglich aus insgesamt mindestens 160 Steinen, von denen etwa 100 erhalten sind.
Das Denkmal steht unter Schutz und ist von der A99 aus ausgeschildert.
In der Nähe liegen die Battle Moss Cairns. Diese wurden alle vor langer Zeit unsachgemäß von Laien geöffnet und enthielten Skelette. Sie liegen in Heidemoorland an einem Hang, der am westlichen Ende steil zum See hin abfällt. 1851 listete Rhind die Reste als einen länglichen Steinhaufen mit einer Länge von etwa 35,5 m auf. Anderson beschrieb sie als drei kleine Cairns mit zentralen Steinen, die in einer Reihe in geringem Abstand voneinander angeordnet waren. RCAHMS zeichnete sie als zwei etwa 23 m voneinander entfernte Steinhaufen mit jeweils einer zentralen Steinmauer auf, die Gesamtlänge betrug etwa 41,5 m. R. J. Mercer hat vorgeschlagen, dass unter den beiden runden Steinhaufen ein stark zerstörter langer Cairn liegt.